# لوئیس گارسیا (بازیکن فوتبال، زاده ۱۹۷۸)
لوئیس گارسیا (انگلیسی: Luis García؛ زادهٔ ۲۴ ژوئن ۱۹۷۸) یک بازیکن فوتبال اهل اسپانیا است.
وی همچنین در تیم ملی فوتبال اسپانیا بازی کرده‌است.